# Peder Gram (arkitekt)
 Der er flere personer med dette navn, se Peder Gram.
Peder Jørgensen Gram (18. november 1885 i Nustrup – 16. november 1937 i Haderslev) var en dansk arkitekt. 

## Uddannelse
1900 i tømrerlære i Haderslev, 1905 eksamen fra Teknisk Skole i Egernførde, derefter hos arkitekter i Hannover, Kiel og Flensborg, optaget på Kunstakademiet i København i september 1908, var elev her i arkitekturklasse, fra 1911 selvstændig virksomhed i Haderslev. 

## Hverv
Medlem af Haderslevs første danske byråd.

## Bygninger
- 1908 For Flensborg Kommune ledet opførelsen af en varmbadeanstalt
- 1911 Præstegården i Øster Lindet
- 1911-1912 Skolen i Hoptrup
  - Toldbygning i Haderslev
  - forhøjet Gammel Haderslev Kirkes tårn
- 1912 Udvidelse af Hertug Hans Hospital
- 1913 Holbøl Præstegård
- 1914-15 Haderslev Bank
- 1922 Teknisk Skole, Haderslev
- 1924 Det Røde Vandtårn, Haderslev
- Borgmesterpalæet i Haderslev
- Gråsten Landbrugsskole samt Alderdomshjem og Bank, Gråsten, udvidelse af Sygehusene i Gram, Assens, Middelfart, Grindsted, Brørup, Ribe og Varde samt funktionærbygning ved Haderslev Amtssygehus, Udvidelser ved Den Kellerske Åndssvageanstalt i Brejning og på Sprogø, Åndssvageanstalten Sølund ved Skanderborg.

- Haderslev Bank
- Gråsten Bank